# Tatsiana Kukhta
Tatsiana Kukhta est une athlète sportive biélorusse pratiquant l'aviron née le 13 juin 1990.

## Palmarès

### Championnats d'Europe
- 2015 à Poznań,  Pologne
  -  médaille de bronze en skiff
- 2014 à Belgrade,  Serbie
  -  médaille d'or en Quatre de couple
- 2012 à Varèse,  Italie
  -  médaille d'or en Deux de couple
- 2011 à Plovdiv,  Bulgarie
  -  médaille d'argent en Huit
- 2008 à Marathon,  Grèce
  -  médaille de bronze en Deux de pointe